# Сони Бой Уилямсън II
Сони Бой Уилямсън II (на английски: Sonny Boy Williamson II) е американски блус музикант.
Роден е на 5 декември 1912 година като Алек Милър в плантация в окръг Талахачи, щата Мисисипи, в бедно афроамериканско семейство и е отгледан от втория си баща, който е изполичар. В средата на 30-те години започва да пътува из Мисисипи и Арканзас, прехранвайки се като уличен музикант, а от 1941 година работи в радиостанция в Хелена, където приема псевдонима Сони Бой Уилямсън, по името на вече известния чикагски блус музикант Сони Бой Уилямсън. От 1951 година започва да записва и през следващите години придобива широка известност в Съединените щати и Европа.
Сони Бой Уилямсън II умира от инфаркт на 24 май 1965 година в Хелена.